# West Driefontein
West Driefontein is een klein mijnstadje in de provincie Gauteng (een deel van het vroegere Transvaal) in Zuid-Afrika. Het is gelegen tussen Oost Driefontein en Blyvooruitzicht.